# حريش المنزل
حريش المنزل أو ذوات المائة رجل المنزلية (الاسم العلمي: Scutigera coleoptrata)، هو نوع من الحريشات وغالبا يكون لونها رمادي مصفر، ولديها 15 زوجا من الأرجل الطويلة. نشأت في حوض البحر الأبيض المتوسط، ثم انتشرت إلى أجزاء أخرى من العالم، ويمكنها العيش في منازل البشر. وهي آكلة للحشرات والمفصليات الأخرى كالعناكب.